# Butzmann
Butzmann ist ein deutscher Familienname.

## Herkunft
Wie die meisten häufigen deutschsprachigen Familiennamen ist Butzmann von einem Beruf abgeleitet, hier von dem des Putzmanns.

## Namensträger
- Frank Butzmann (* 1958), deutscher Sportsegler
- Frieder Butzmann (* 1954), deutscher Komponist, Hörspielautor und Performancekünstler
- Hans Butzmann (1903–1982), deutscher Bibliothekar, Germanist und Handschriftengelehrter
- Manfred Butzmann (* 1942), deutscher Kunst-Grafiker und Buchgestalter

Siehe auch:
- Buzmann

## Belege
1. ↑  Lexikon-Eintrag Butzemann im Deutschen Wörterbuch von Jacob Grimm und Wilhelm Grimm auf woerterbuchnetz.de, abgerufen am 3. November 2020